# Advance (album)
Advance – drugi album zespołu LFO, wydany w 1996 roku.

## Lista utworów
1. Advance
2. Shut Down
3. Loch Ness
4. Goodnight Vienna
5. Tied Up
6. Them
7. Ultra Schall
8. Shove Piggy Shove
9. Psychodelik
10. Jason Vorhees
11. Forever
12. Kombat Drinking